# Laurens De Plus
Laurens De Plus (født 4. september 1995) er en professionel cykelrytter fra Belgien, der er på kontrakt med World Tour-holdet Ineos Grenadiers.